# American Dynamics AD-150
L'American Dynamics AD-150 è un aeromobile a pilotaggio remoto VTOL ad alta velocità che è attualmente sotto sviluppo dall'azienda statunitense American Dynamics Flight Systems come futuro competitore per il Tier III VUAS Program come concorrente per i futuri VTOL UAV in dotazione al United States Marine Corps.

## Sviluppo
Il programma del AD-150 iniziò in risposta ad un continuo interesse per le capacità marine degli UAV VTOL da parte del Dipartimento della Difesa degli Stati Uniti.
L'AD-150 utilizza un sistema, designato HTAL (High Torque Aerial Lift), che consiste in due rotori intubati posizionati sulle estremità alari che possono ruotare. I due sistemi HTAL sono azionati da un singolo motore turboalbero Pratt & Whitney Canada PW200.
La configurazione del sistema di propulsione del veicolo era simile a quella del Doak VZ-4 in quanto i due sistemi di propulsione sono capaci di inclinarsi da modalità orizzontale a verticale per raggiungere l'alta velocità in volo. A differenza del Doak VZ-4, tuttavia, il sistema di propulsione nel AD-150 era anche in grado di muoversi longitudinalmente.
Un mock up a dimensioni reali del AD-150 venne esposto per la prima volta alla Association for Unmanned Vehicle Systems International's (AUVSI) Unmanned Systems North America in mostra a Washington D.C. il 7 agosto 2007.